# Ле-Портье
Ле-Портье — это планируемый район Княжества Монако. Район, как ожидается, будет готов к 2025 году, будучи выделенным из традиционного квартала Монте-Карло. Это будет одиннадцатый современный административный округ Монако.

## История
Проект, начатый в начале 2000-х годов и запланированный на 2014 год, был прекращен в 2009 году по решению принца Альберта II из-за состояния национальных финансов, но впоследствии были найдены новые средства, и проект был возобновлен в 2011 году. В дополнение к новому жилому району планируется также построить административные здания, музеи и театр.

## География
Le Portier будет простираться между портом Геркулес и Форумом Гримальди на площади 2,75 гектара (6,8 акр). Он будет граничить с подопечными Монте-Карло и Ларвотто.

## Галерея

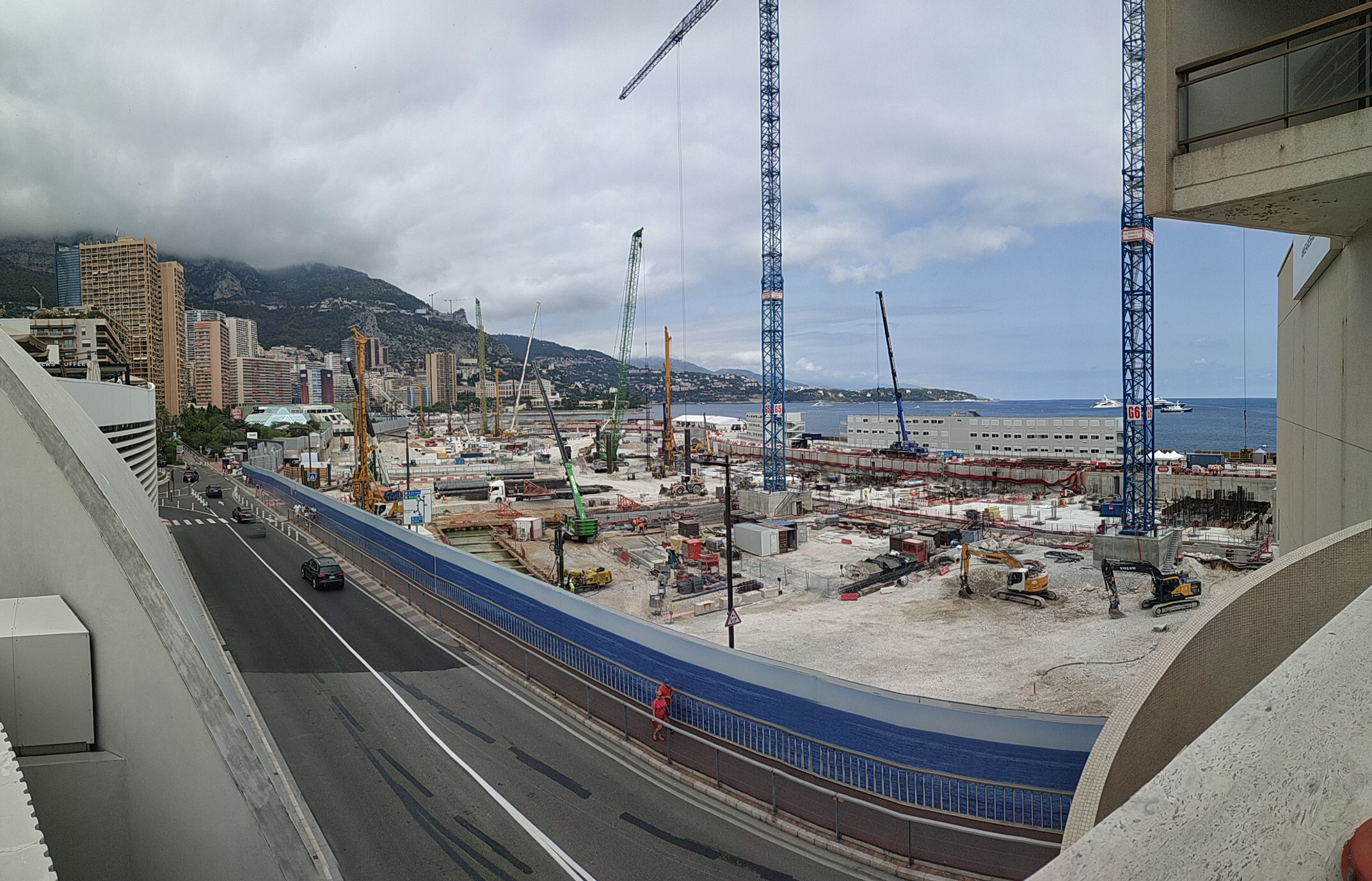
Июль 2020 года
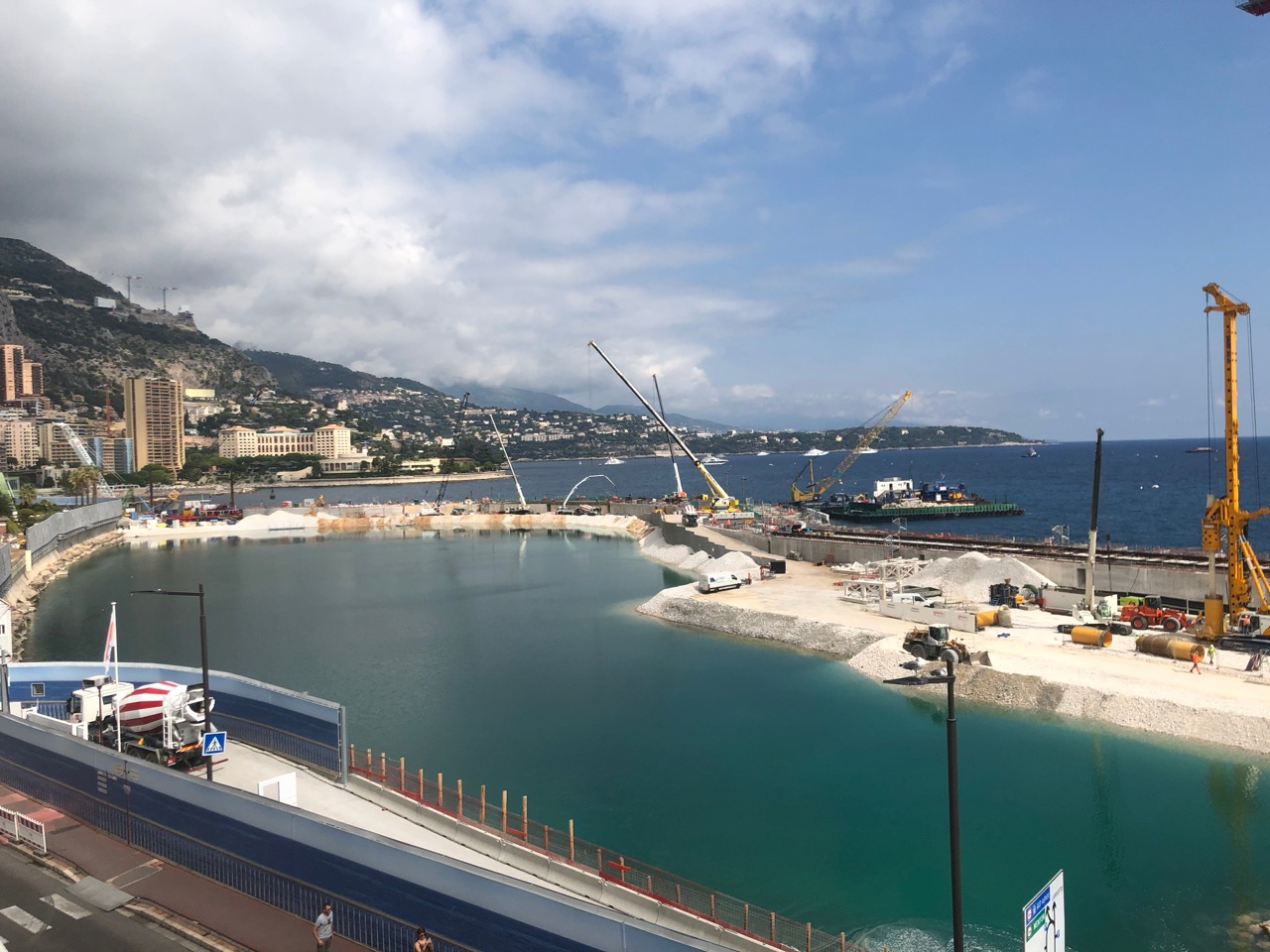
Сентябрь 2019 года
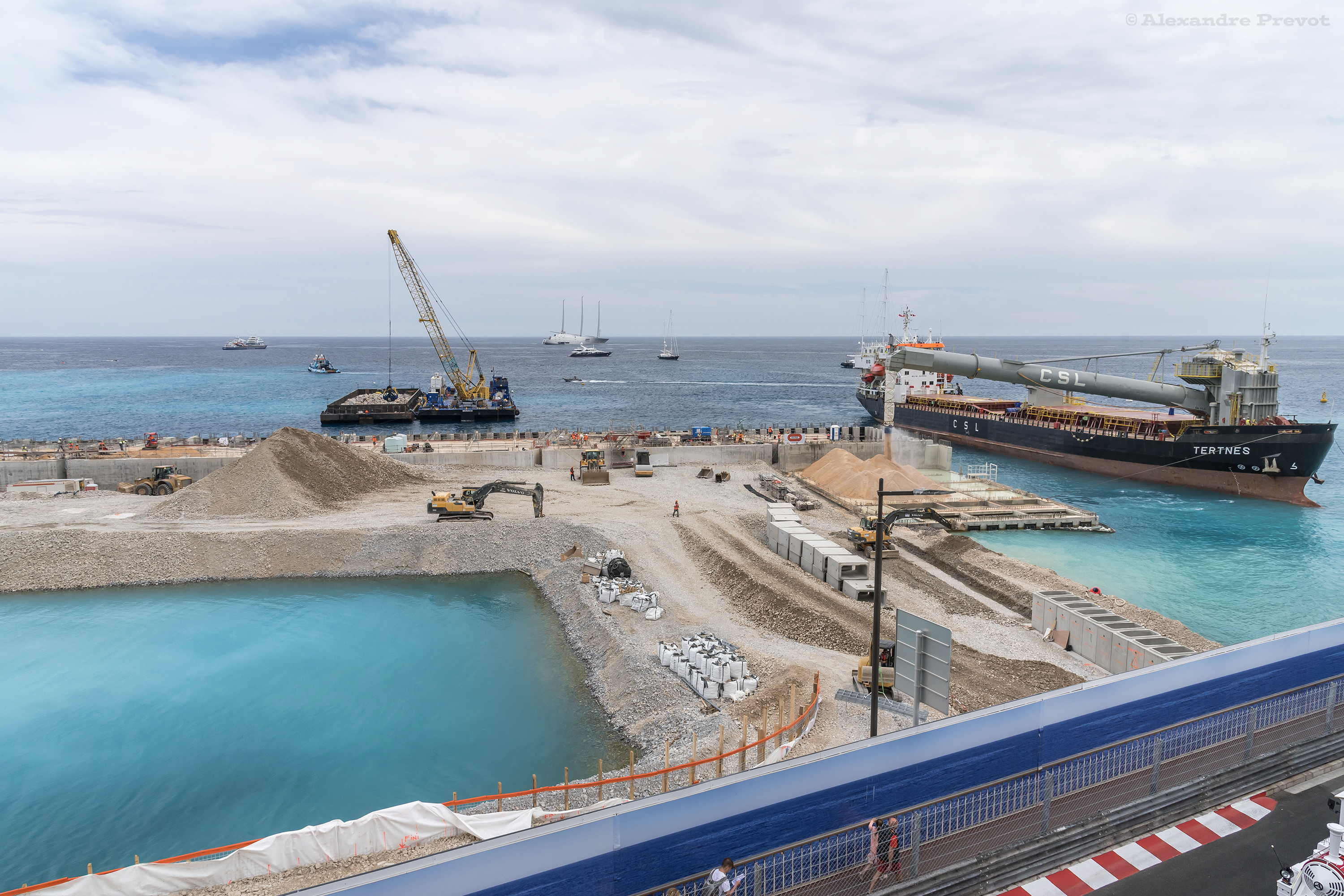
Май 2019 года